# Mount Gniewek
Mount Gniewek ist ein 2060 m (nach neuseeländischen Angaben 2357 m) hoher und eisbedeckter Berg mit abgeflachtem Gipfel in der antarktischen Ross Dependency. In den Cook Mountains ragt er 10 km südwestlich des Mount Keltie an der Nordflanke des Carlyon-Gletschers auf.
Der United States Geological Survey kartierte ihn anhand eigener Tellurometervermessungen und Luftaufnahmen der United States Navy aus den Jahren von 1959 bis 1963. Das Advisory Committee on Antarctic Names benannte ihn 1965 nach dem Geomagnetiker John James Gniewek (* 1936), der 1958 auf der Station Little America V tätig war.